# EFAF Cup

Logo

Der EFAF Cup war ein Europapokal-Wettbewerb im American Football. Organisiert wurde er von der European Federation of American Football (EFAF) als zusätzlicher europäischer Wettbewerb unterhalb der European Football League. Von 2002 bis 2013 wurde der Wettbewerb insgesamt zwölf Mal ausgetragen. Rekordsieger sind die Graz Giants, die dreimal den Titel erringen konnten.

## Geschichte
Der EFAF Cup wurde im Jahr 2002 erstmals ausgetragen. Das Teilnehmerfeld bestand aus sechs Teams von Nationalverbänden, deren Landesmeister jeweils in der European Football League (EFL) antraten. Eine Sonderrolle nahm Österreich ein, dessen nationaler Meister von 2001, die Vienna Vikings, sowohl in der EFL als auch im EFAF Cup antrat. Im Folgejahr nahmen mit den Avedøre Monarchs aus Dänemark und den Zurich Renegades aus der Schweiz zwei nationale Meister am EFAF Cup teil, deren Nationalverbänden in der EFL nicht vertreten waren.
Ab der Saison 2009 nahmen aus terminlichen Gründen keine österreichischen Teams mehr am EFAF Cup teil, da eine strukturelle Änderung in der Austrian Football League zu mehr Spielen für die in Frage kommenden Teams zur Folge hatte. 2014 wurde der EFAF Cup durch die European Football League ersetzt, deren Rolle als höchster internationaler Wettbewerb im europäischen American Football durch die Big6 European Football League übernommen wurde.

## Spielmodus
In der Gruppenphase spielten je drei Mannschaften in verschiedenen Gruppen den jeweiligen Gruppensieger bzw. Gruppenzweiten aus. Hierbei spielte jedes Team jeweils einmal gegen jedes Team der Gruppe. Je nach Anzahl der Gruppen fand im Anschluss an die Gruppenphase Halbfinalspiele bzw. Viertelfinalspiele statt.

## Spieler
Bis zum 31. März des entsprechenden Jahres mussten die teilnehmenden Vereine der EFAF eine Liste (Roster) von maximal 60 Spielern einreichen, die im Turnier eingesetzt werden durften. Nachmeldungen waren nicht möglich.
Für jeden Spieltag meldeten die Teams ein Roster mit bis zu 45 teilnahmeberechtigten Spielern. Hiervon durften maximal drei Spieler sogenannte „Amerikaner“ sein, die zeitgleich eingesetzt werden dürfen. Als „Amerikaner“ gelten laut EFAF Spieler mit US-amerikanischer, kanadischer, mexikanischer oder japanischer Staatsbürgerschaft.

## Endspiele
| Jahr | Sieger                      | Verlierer                   | Ergebnis |
| ---- | --------------------------- | --------------------------- | -------- |
| 2002 | Graz Giants                 | Badalona Drags              | 51:12    |
| 2003 | Carlstad Crusaders          | Papa Joe’s Tyrolean Raiders | 28:70    |
| 2004 | Papa Joe’s Tyrolean Raiders | P.A. Farnham Knights        | 45:00    |
| 2005 | Marburg Mercenaries         | Elancourt Templiers         | 49:14    |
| 2006 | Turek Graz Giants           | Eidsvoll 1814s              | 37:20    |
| 2007 | Turek Graz Giants           | Cineplexx Blue Devils       | 28:26    |
| 2008 | Berlin Adler                | Parma Panthers              | 29:00    |
| 2009 | Prague Panthers             | Thonon Black Panthers       | 35:12    |
| 2010 | Calanda Broncos             | Carlstad Crusaders          | 17:30    |
| 2011 | London Blitz                | Kragujevac Wild Boars       | 29:70    |
| 2012 | Søllerød Gold Diggers       | Triangle Razorbacks         | 31:21    |
| 2013 | Thonon Black Panthers       | L’Hospitalet Pioners        | 66:60    |

Für eine vollständige Liste aller Teilnehmer und deren Platzierungen siehe: Liste der EFAF-Cup-Teilnehmer.